# Говд
Говд (тадж. Ғовд) — сельский населённый пункт в Сангворском районе РРП Таджикистана. Входит в состав сельской общины (джамоата) Вахдат. Расстояние от села до центра района (село Тавильдара) — 60 км, до центра джамоата (село Лоджург) — 20 км. Население — 106 человек (2017 г.), таджики. Население в основном занято сельским хозяйством (животноводство и растениводство). Земли орошаются главным образом водами горных источников.